# Rio de Janeiro
Rio de Janeiro (lit. ‘Riu de Gener’) és la capital de l'estat de Rio de Janeiro i la segona ciutat més poblada del Brasil, després de São Paulo. La població és de 6,4 milions el 2013, i la seva àrea metropolitana té una població de 13 milions.
Famosa per les platges turístiques de Copacabana i Ipanema, per l'estàtua gegant de Crist (el Crist Redemptor) a la muntanya del Corcovado, pel Pão de Açúcar ("Pa de Sucre"), i per la famosa celebració del Carnaval cada any.
També és un gran centre de comerç, serveis i indústries, i té dos ports importants per a exportacions i importacions: el port de Rio de Janeiro, localitzat a la badia de Guanabara (a l'est de la ciutat), i el port de Sepetiba localitzat a la badia de Sepetiba, a l'oest.
L'Estadi de Maracanã ha estat la seu de la final de la Copa del Món de Futbol de 2014 i de 1950, i de la Copa Confederacions 2013. Ha estat la seu dels Jocs Panamericans del 2007, i de la Jornada Mundial de la Joventut del 2013.
L'estiu de 2016 acollí els Jocs Olimpícs d'estiu de la XXXI Olimpíada, després d'haver estat escollida per davant de Madrid, Tòquio i Chicago a la cimera del Comitè Olímpic Internacional (CIO) celebrada el 2 d'octubre del 2009.
Està inscrita a la llista del Patrimoni de la Humanitat de la UNESCO des del 2012, amb el nom Rio de Janeiro: Paisatges Carioques entre la muntanya i el mar.

## Història

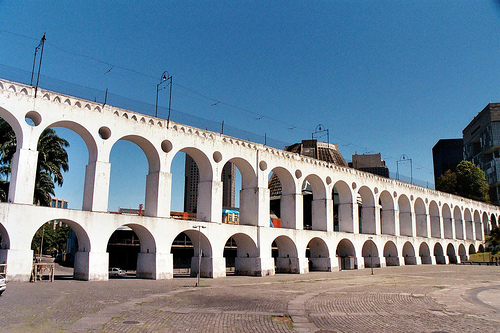
L'Aqüeducte de la Carioca, construït a la primera meitat del segle XVIII

La badia a la qual es troba el centre de la ciutat de Rio de Janeiro (Guanabara) va ser descoberta pel portugués Gaspar de Lemos l'1 de gener de 1502 durant una expedició comandada per l'almirall florentí Amerigo Vespucci.
Li donaren el nom de Rio de Janeiro, "Rio" perquè van pensar que es tractava de la boca d'un riu en lloc d'una badia (en realitat es tracta d'una llegenda més que d'una teoria comprovada, ja que és difícil pensar que mariners experimentats patissin aquesta confusió) i "Janeiro" perquè fou descoberta el mes de gener. No obstant això, la ciutat va ser fundada l'1 de març, 1565, amb el nom São Sebastião do Rio de Janeiro (Sant Sebastià del Riu de Gener).
Fins a començaments del segle xviii la ciutat fou atacada o envaïda per, majoritàriament, francesos, que van establlir la colònia de França Antàrtica entre 1555 i 1560, pirates i bucaners com Jean-François Duclerc i René Duguay-Trouin.
Després de 1720, quan els portuguesos van trobar or i diamants a la veïna capitania de Minas Gerais, Rio de Janeiro esdevingué molt millor zona per exportar aquests materials que no pas Salvador de Bahia, que està situada molt més al nord i que era la capital del territori en aquells moments.
L'any 1763, l'administració colonial portuguesa va traslladar-hi la capital del Brasil. La ciutat continuà essent capital colonial fins a l'any 1808, any en què la família reial i molts nobles de Lisboa es traslladaren a Rio de Janeiro fugint de la invasió napoleònica de Portugal.
La capital del regne de Portugal fou traslladada a Rio, esdevenint l'única capital europea situada fora del continent. Com en aquesta època no hi havia espai físic ni estructura urbana per acomodar els centenars de nobles que havien arribat de sobte, simplement molts habitants de la ciutat foren desnonats de les seves llars.
Quan el príncep Pere I proclamà la independència del Brasil l'any 1822, decidí continuar amb Rio de Janeiro com a capital del seu nou estat. Rio romangué com a capital del país quan el 1889, la monarquia fou reemplaçada per la república.
Fins als primers anys del segle xx, la ciutat comprenia només l'actual centre històric i el districte financer, just a la boca de la Badia de Guanabara. Aleshores, el centre de gravetat de la ciutat s'anà traslladant cap al que avui es coneix com a Zona Sud, quan es construí el primer túnel per sota de les muntanyes que separen el barri de Botafogo i el nou barri de Copacabana. La bellesa natural de la platja, així com la fama adquirida per l'hotel Copacabana Palace, un gran hotel de luxe de l'Amèrica dels anys 30, ajudaren a Rio a guanyar una brillant reputació que encara manté avui dia.
Els plans per moure la capital de la nació al centre territorial del país començaren a discutir-se a meitats del segle xx i quan Juscelino Kubitschek fou elegit president el 1955 tirà endavant la promesa de construir una nova capital. Kubitschek aconseguí construir la nova ciutat de Brasília, a gran cost, el 1960. El 21 d'abril d'aquest any la capitalitat del Brasil es traslladà oficialment de Rio de Janeiro a Brasília.
Entre 1960 i 1975 Rio fou la capital de l'Estat de Guanabara, que només incloïa les fronteres de la badia del mateix nom. No obstant això, per raons polítiques i administratives, un decret presidencial eliminà aquest estatus federal de la ciutat i decretà la fusió l'Estat de Guanabara amb l'Estat de Rio de Janeiro el 1975. Actualment Rio és la capital de l'Estat de Rio de Janeiro.

## Geografia

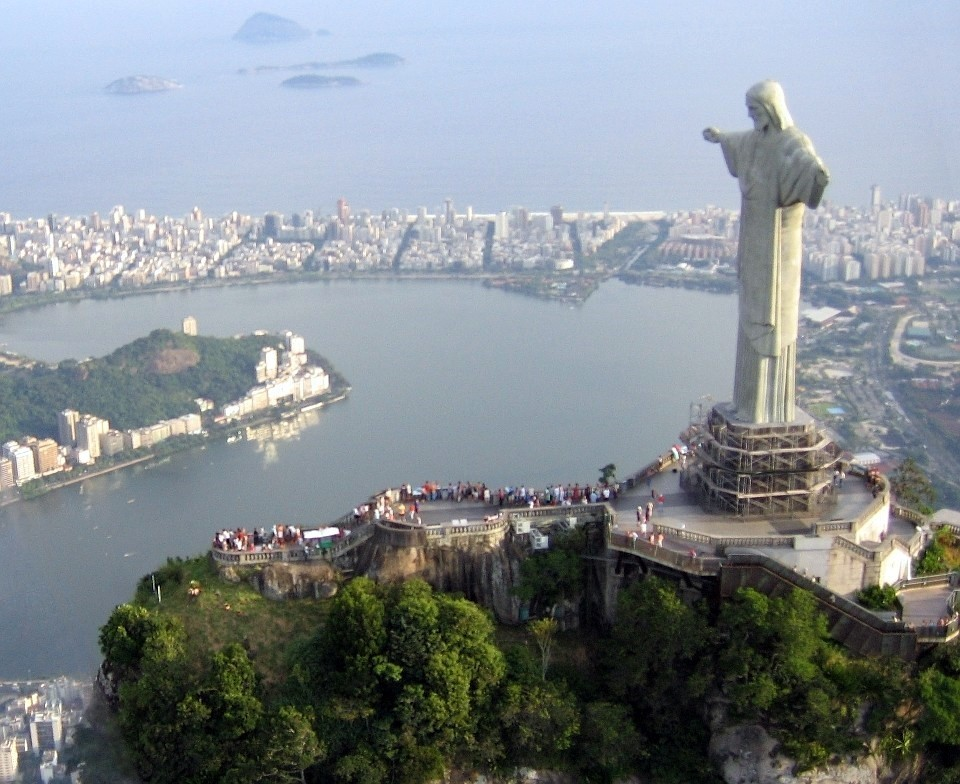
El Crist Redemptor.

### Relleu
La ciutat ocupa el marge occidental de la badia de Guanabara i algunes de les seves respectives illes (com a Governador i Paquetá), i es va desenvolupar sobre estretes planes al·luvials comprimides entre muntanyes i morros. La Serra do Mar, bordejant l'Atlàntic, s'aixeca nord-oest, distant a prop de 40 quilòmetres del litoral, i albira la metròpoli des de l'interior.
Rio de Janeiro està assentat sobre tres grans macisos, el de la Pedra Blanca, que travessa la ciutat en el sentit est-oest (on es troba el cim del municipi, el Pico de la Pedra Blanca, de 1.024 metres); el de Gericinó, al nord (amb el Pico del Guandu, de 900 metres); i el de la Tijuca o de Carioca, sobre el qual irrompen morros i cims, alguns coberts per exuberant vegetació, de gran interès turístic: El Pic de Tijuca (1.022 m), el Pic del Papagaio (975 m), l'Andaraí (900 m), la Pedra de la Gávea (842 m), el Corcovado (704 m), el Dos Germans (533 m) i el Pa de Sucre (395 m), que es troba a l'entrada de la badia.
El seu litoral té 197 quilòmetres d'extensió, inclou més de 100 illes que ocupen 37 km², en tres parts, al voltant de la badia de Sepetiba, a l'oceà Atlàntic i a la badia de Guanabara. El litoral de la badia de Sepetiba té com únic accident geogràfic d'expressió la Restinga de la Marambaia, i és sorrenc, baix i poc retallat. El litoral de la badia de Guanabara és retallat, baix, hi ha moltes illes (com la del Governador, de 29 km², hi ha l'Aeroport Internacional del Galeão) i, en els seus marges, se situen el centre comercial i els suburbis industrials. El litoral Atlàntic expressa alternances considerables, presentant-se alt, quan en contacte amb les ramificacions costaneres dels massissos de la Pedra Blanca i de la Tijuca, tram pel qual s'estenen les platges de Copacabana, Ipanema, Leblon, Barra de la Tijuca i Recreo dels Bandeirantes, totes integrades al paisatge urbà.
Diverses llacunes, com les de Tijuca, Marapendi, Jacarepaguá i Rodrigo de Freitas es van formar en les baixades, moltes de terreny pantanós i encara no completament drenat.

### Clima
El clima està classificat com tropical atlàntic (Aw), segons el model de la Classificació climàtica de Köppen, i la mitjana anual de les temperatures és de 23,1 °C. En ser una ciutat costanera, l'efecte de la litoralitat és bastant perceptible, traduint-se en amplituds tèrmiques relativament baixes. La mitjana anual de les temperatures mitjanes màximes mensuals és 26,1 °C, i de les mitjanes mínimes mensuals, 20 °C. Les mitjanes anuals de les temperatures màximes i mínimes absolutes de cada mes queden respectivament, en 36,2 °C i 13,8 °C. Juliol és el mes més fred, amb mitjanes màxima i mínima de 24 °C i 17 °C, i gener, el més calent (29 °C i 23 °C)

### Parcs i espais públics

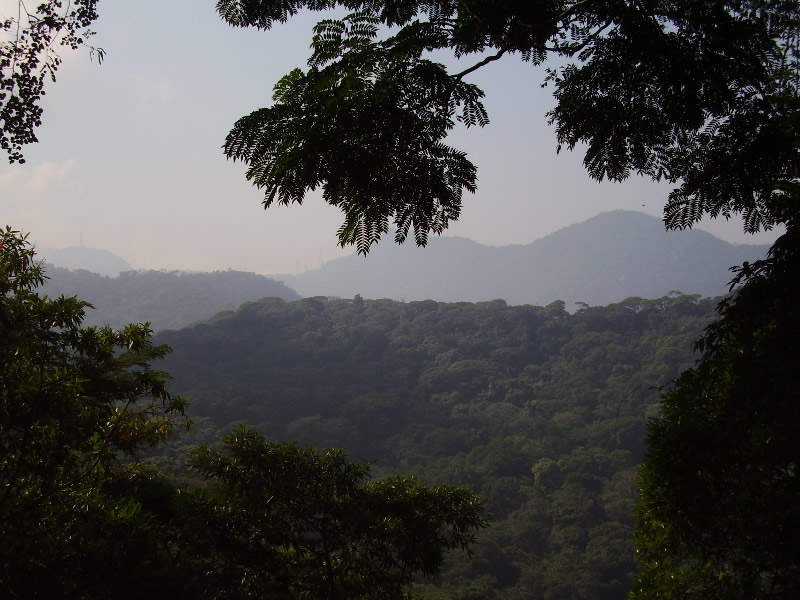
Parc Nacional da Tijuca.

El Parc Nacional da Tijuca és un monument públic natural destinat a la preservació d'espècies faunístiques i florístiques. Inicialment amb el nom de Parc Nacional de Rio de Janeiro, va ser creat pel Govern Federal el 6 de juliol de 1961, en una àrea que avui correspon a 3.972 hectàrees. Abriga una biodiversitat de gran valor en gairebé tota la seva extensió, comprenent les regions més elevades i pintoresques de la ciutat – inclosa la Floresta de la Tijuca, replantada artificialment el segle xix per Pere II. Entre els punts turístics del Parc, coves, camins, es troben indrets famosos de la ciutat, com la Pedra de la Gávea, el Corcovado i el Pic de la Tijuca (sostre de la reserva, elevant-se 1.022 metres per sobre del nivell del mar). De relleu muntanyós, inclou àrees del massís de la Tijuca. Va ser considerat Patrimoni Ambiental i Reserva de la Biosfera per la UNESCO.
El Jardí Botànic va ser fundat el 13 de juny de 1808 pel llavors Príncep-Regent de Portugal, D. João. Tenia per objectiu aclimatar el terreny de l'antiga fàbrica de pólvora (anteriorment ocupat per l'Engenho Rodrigo de Freitas) al cultiu de gèneres productors d'espècies de les Índies Orientals. Actualment, desenvolupa treballs teòrics i empírics en diversos sectors de la Botànica, a més de catalogar i estudiar la vegetació brasilera i les seves relacions amb l'entorn, i el comportament d'espècies exòtiques o indígenes. Oberta al públic, la institució manté col·leccions de plantes vives destinades a la investigació, que engloben més de 6.500 espècies, algunes amenaçades d'extinció. El Jardí comprèn encara fragments completament preservats de la Mata Atlàntica, monuments de valor històric, artístic i arqueològic, i un important centre d'investigació, que inclou la més completa biblioteca del país, especialitzada en botànica, amb més de 32 mil volums (major banc de dades del món sobre la Mata Atlàntica). El 1991, va ser considerat per la UNESCO una Reserva de la Biosfera, i rebatejada com "Institut d'Investigacions Jardí Botânico" el 1998.

### Divisió administrativa
El municipi de Rio de Janeiro està dividit en 160 barris, agrupats en 34 regions administratives. La ciutat compta amb 19 sotsprefectures.
La ciutat pot dividir-se comunament en quatre grans zones: el Centre històric, la turística Zona Sud, la residencial Zona Nord i la Zona Oest.

#### Centre

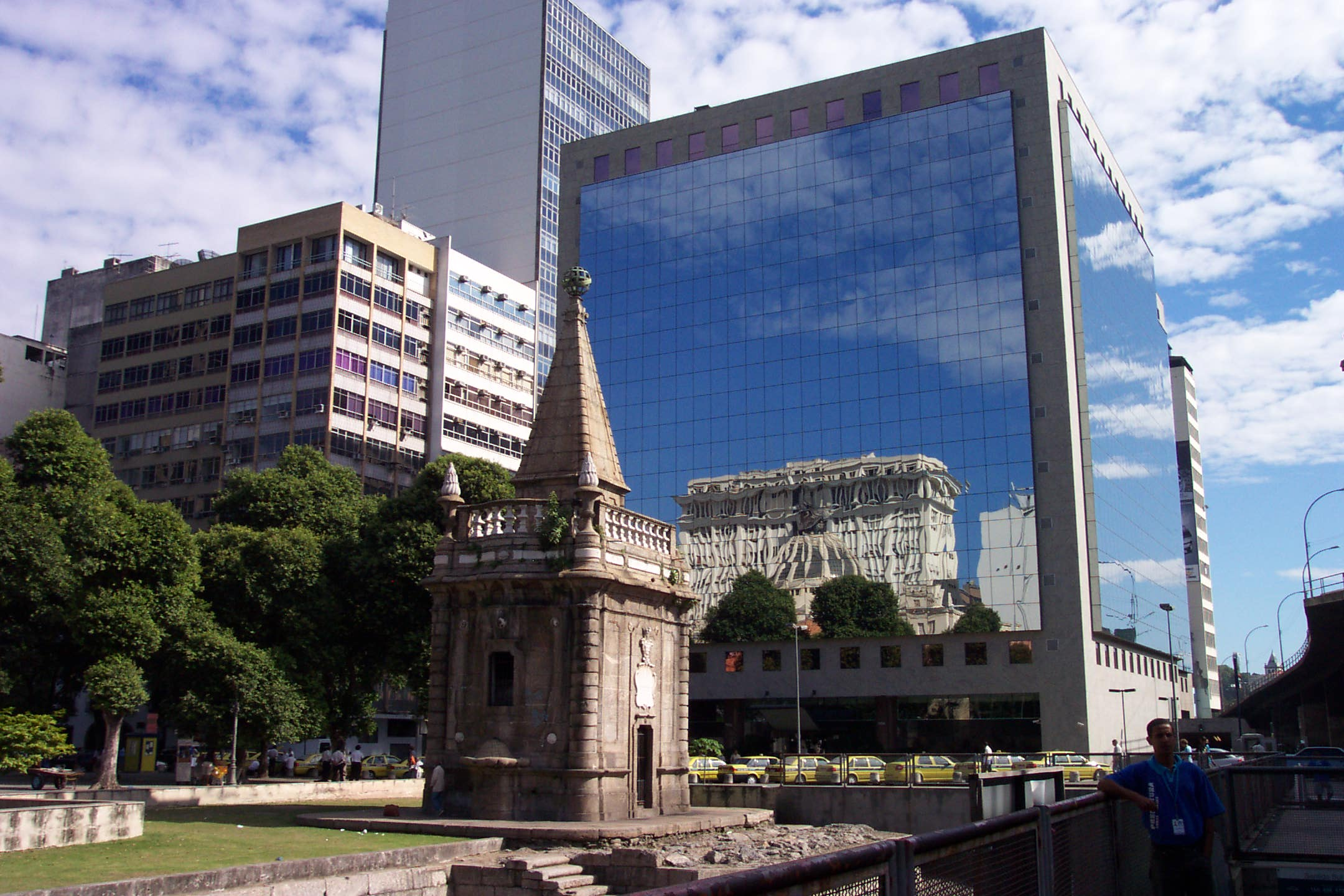
Plaça 15 de Novembre, al centre de Rio de Janeiro

El Centre (Centro en portuguès) és la part històrica de la ciutat i el seu centre financer. Llocs d'interès inclouen el Paço Imperial, construït durant els anys colonials per servir de residència als governadors portuguesos del Brasil, i moltes esglésies històriques com l'Església de Candelária, la vella Catedral colonial, la nova Catedral modernista. Al voltant de la plaça de Cinelândia es troben edificis de la Belle Époque de Rio, com el Teatre Municipal i la Biblioteca Nacional. Entre els museus hi ha el Museu Nacional de Belas Artes i el Museu Histórico Nacional. Altres llocs d'interès són el Passeio Público, un jardí públic del segle xviii i els Arcos da Lapa, un aqüeducte d'estil romà construït al voltant del 1750. El bondinho (un tramvia) porta del centre de la ciutat al barri de Santa Teresa en un recorregut molt pintoresc.

#### Zona Sud
(22° 58′ 27″ S, 43° 11′ 58″ O / 22.974199°S,43.199444°O)

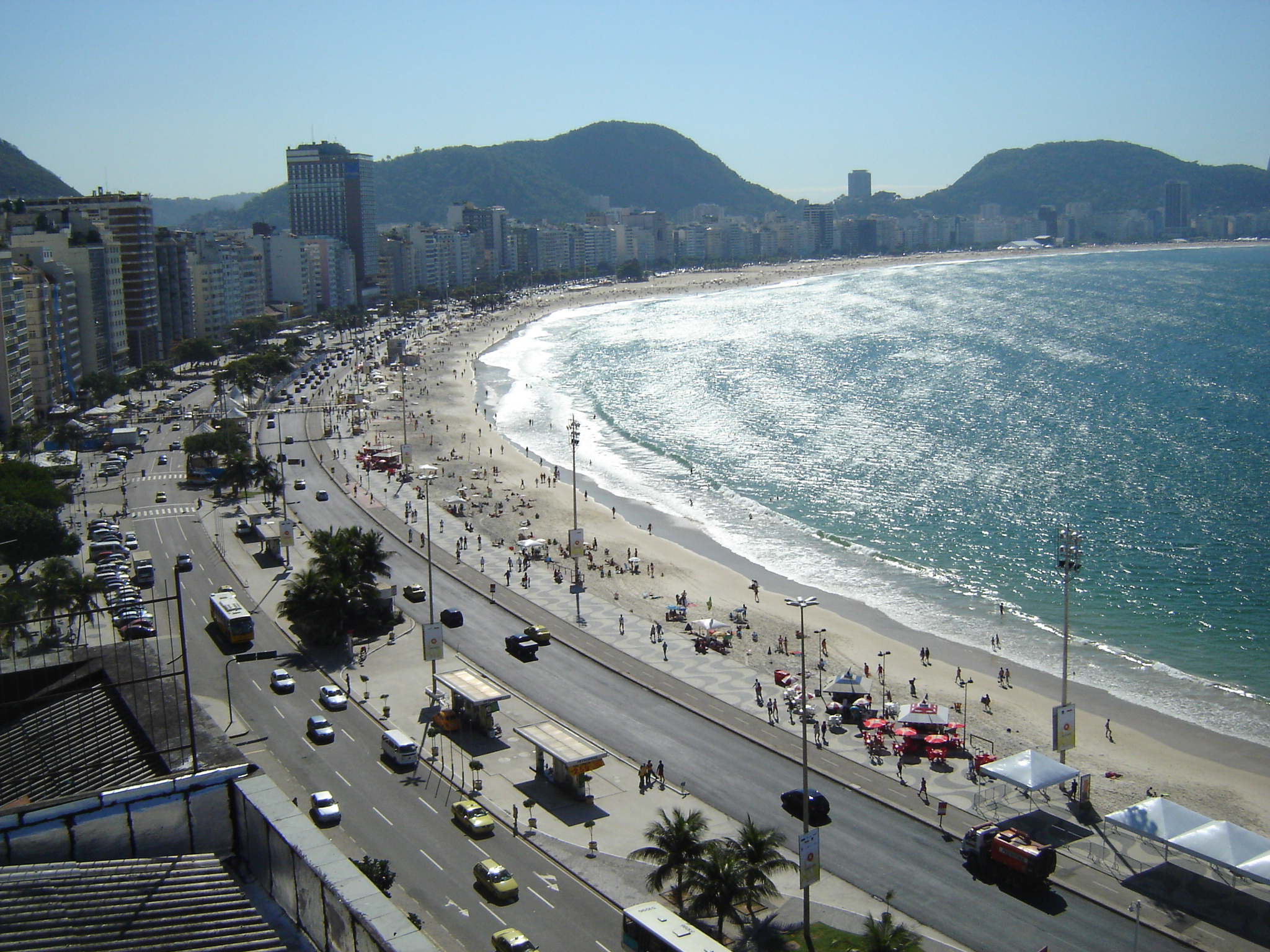
Vista de la platja de Copacabana.

La Zona Sud de Rio de Janeiro (en portuguès Zona Sul) està formada per diversos districtes entre els quals podem esmentar São Conrado, Leblon, Ipanema, Arpoador, Copacabana i Leme, els quals formen la famosa línia de costa atlàntica de la ciutat. Altres districtes de la zona sud són Glória, Flamengo, Botafogo o Urca, els quals envolten la badia de Guanabara, i Santa Teresa, Cosme Velho, Laranjeiras, Humaitá, Lagoa, Jardim Botânico i Gávea. És la zona més rica de la ciutat, famosa, per damunt de tot, per les seves platges.
La platja del barri de Copacabana viu una de les revetlles de Cap d'Any més espectaculars del món, amb més de dos milions de persones seguint els focs d'artifici. Al nord de Leme, i a l'entrada de la badia de Guanabara, es troba el districte d'Urca i el cim del Pa de Sucre (Pão de Açúcar), un dels llocs més famosos de la ciutat que emergeix sobre el mar. Al cim s'hi pot arribar mitjançant un telefèric de dues vies des de la Praia Vermelha (platja vermella), amb una parada intermèdia al Morro da Urca. Des del cim s'obté una fantàstica vista de tota la Badia de Guanabara, només superades per les vistes des del Corcovado.

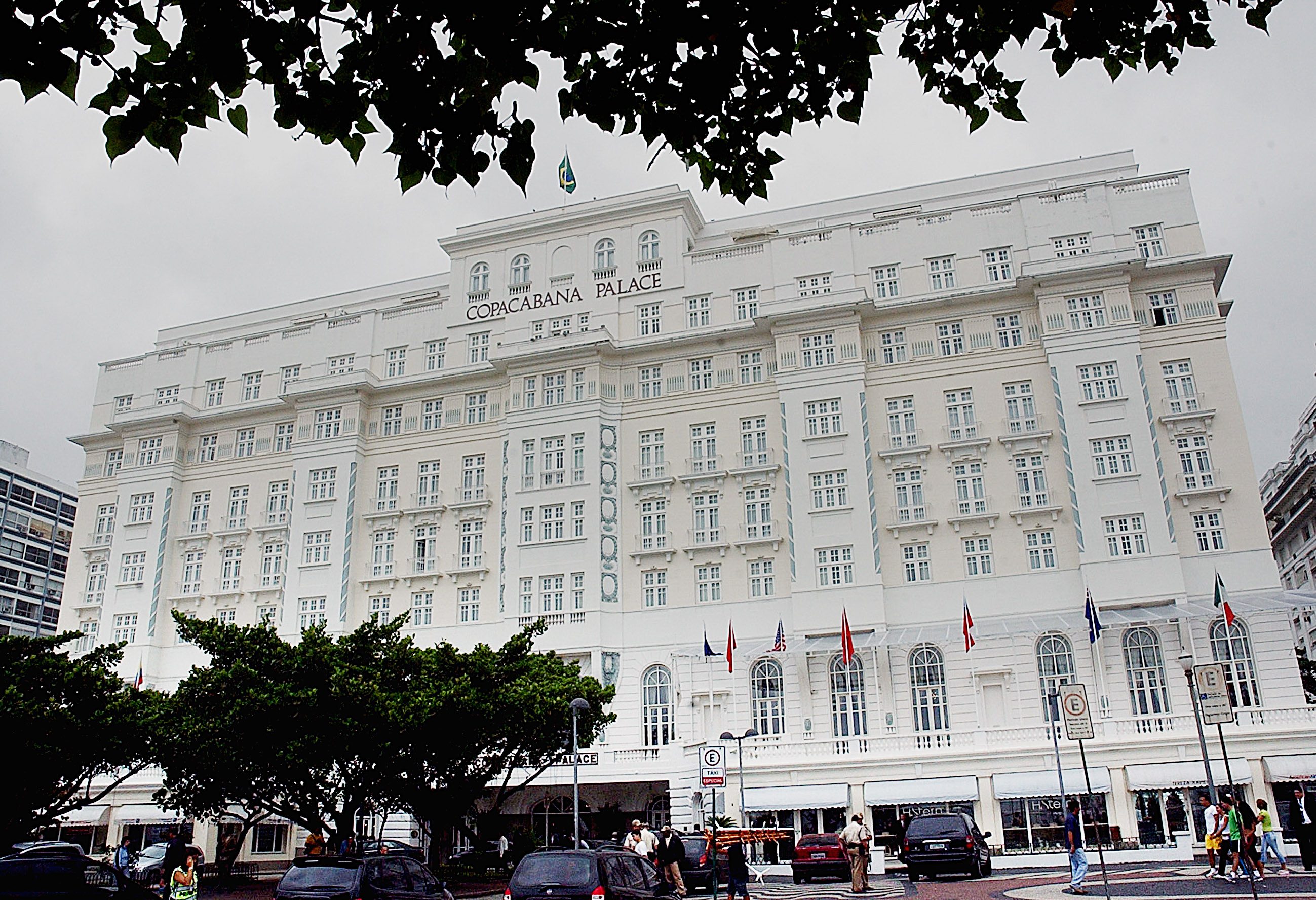
Hotel Copacabana Palace.

Un dels cims més elevats de la ciutat és la muntanya de 842 metres d'altitud anomenada Pedra da Gávea propera al jardí botànic. Al capdamunt de la mateixa hi ha una gran formació rocosa (alguns investigadors, com Erich von Däniken al seu llibre de 1973 In Search of Ancient Gods (A la recerca dels antics Déus), sostenen que en realitat és una escultura) que té la semblança d'una a esfinx, amb la forma d'un cap barbat, que és visible des de molts quilòmetres enllà.
L'ala delta és una activitat popular a la propera Pedra Bonita. Després d'un petit vol, els seus practicants aterren a la Praia do Pepino (platja del cogombre) a São Conrado. Des de 1961, el Parc Nacional da Tijuca (Parque Nacional da Tijuca), el bosc més gran rodejat d'edificis de la ciutat i el segon bosc urbà més gran del món, ha esdevingut Parc Nacional. El bosc urbà més gran del món és la Floresta da Pedra Branca (bosc de la pedra blanca), el qual també està situat a la ciutat de Rio de Janeiro. La Universitat Catòlica de Rio (Pontifícia Universidade Católica do Rio de Janeiro o PUC-Rio) està situada a un extrem del bosc, al districte de Gávea. La pel·lícula de l'any 1984 Blame it on Rio fou filmada als voltants.

#### Zona Nord

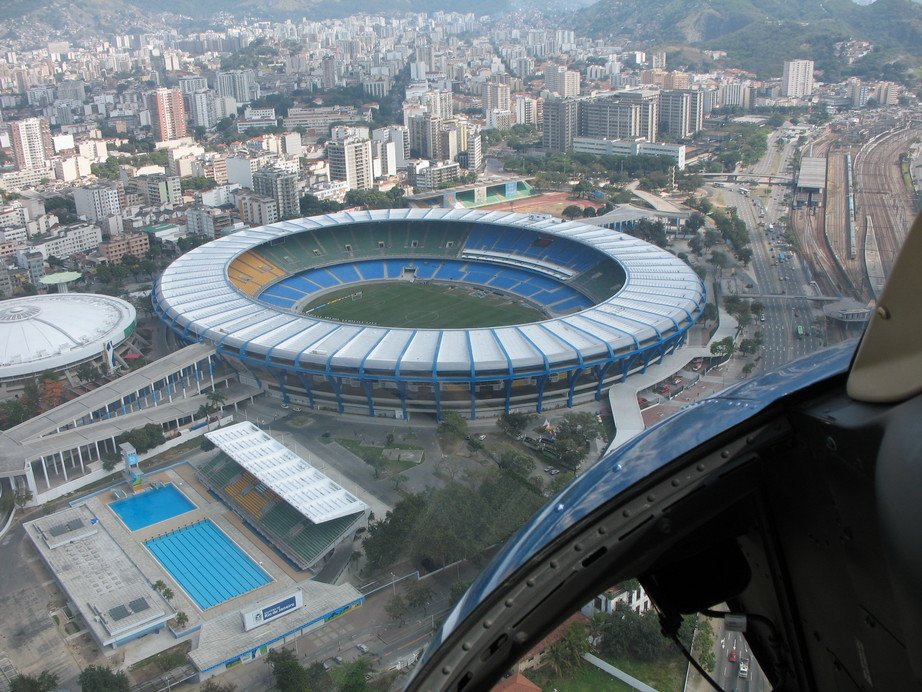
Estadi Mário Filhoo, Maracanà

La Zona Nord de Rio (en portuguès Zona Norte) és on es troba el famós Estadi Mário Filho (Maracanà), un dels amb més capacitat del món i que va arribar a encabir fins a 200.000 persones a la Copa del Món de Futbol de 1950. Avui dia, la seva capacitat s'ha reduït per adaptar-se a les modernes normatives sobre seguretat, i en haver-se introduït seients per a tots els espectadors. Actualment està essent remodelat i té una capacitat que està al voltant dels 100 000 espectadors. Maracanã fou una de les seus dels Jocs Panamericans de l'any 2007.
A més de Maracanã, la zona nord de Rio té diverses atraccions turístiques i històriques, com Manguinhos, la seu de l'Institut Oswaldo Cruz, una institució centenària de recerca en biomedicina amb un edifici principal d'estil moro, i el bonic Quinta da Boa Vista, el parc on es localitza l'històric vell Palau Imperial. Avui dia el palau és la seu del Museu Nacional, especialitzat en història natural, arqueologia i etnologia.
L'Aeroport Tom Jobim (també conegut com a Galeão o Aeroport Internacional de Rio de Janeiro), que porta el nom del famós músic brasiler Antônio Carlos Jobim, el campus de la Universidade Federal do Rio de Janeiro, o la Universidade do Estado do Rio de Janeiro, també estan situats a la zona nord.
La zona també és la seu de la majoria d'escoles de samba de la ciutat, com les de Mangueira, Salgueiro, Império Serrano, Unidos da Tijuca, entre d'altres. Alguns dels principals barris d'aquesta zona són: Tijuca (que comparteix el Parc Nacional da Tijuca amb la zona sud), Grajaú, Vila Isabel, Méier, São Cristovão, Abolição, Madureira i Penha entre d'altres.

#### Zona Oest
La Zona Oest (en portuguès: Zona Oeste) és la regió més allunyada del centre de Rio de Janeiro. Inclou els barris de Barra da Tijuca, Jacarepaguá, Recreio dos Bandeirantes, Vargem Grande, Vargem Pequena, Realengo, Padre Miguel, Bangu, Campo Grande, Jardim Sulacap, Paciência i Santa Cruz. Els barris de la zona oest mostren fortes diferències entre les classes socials. La zona conté zones industrials, però encara hi romanen també algunes zones agrícoles.
Cap a l'oest de la més vella zona de Barra da Tijuca, trobem una extensió plana de terra costanera, abans sots desenvolupada que està experimentant un fort creixement amb nova construcció. Avui dia, aquesta zona de creixement accelerat atrau alguns dels sectors més rics de la població així com companyies de luxe. El plantejament urbà de la zona nasqué a finals dels anys seixanta i té una semblança als suburbis dels Estats Units, encara que barrejant zones de cases unifamiliars amb gratacels residencials, en contrast amb la zona centre molt més congestionada. Les platges de Barra da Tijuca són també molt populars entre els habitants de Rio. A Barra da Tijuca és on estigué la vila dels esportistes dels Jocs Panamericans de l'any 2007.
Més enllà de Barra da Tijuca i Jacarepaguá, un altre districte ha experimentat un fort creixement econòmic. Es tracta de Campo Grande. Alguns esports dels Jocs Panamericans de l'any 2007 es disputaren en aquest barri, al Miécimo da Silva Sports Centre, també conegut com a Algodão Gymnasium (gimnàs cotó), i l'Estadi Ítalo del Cima.

## Demografia

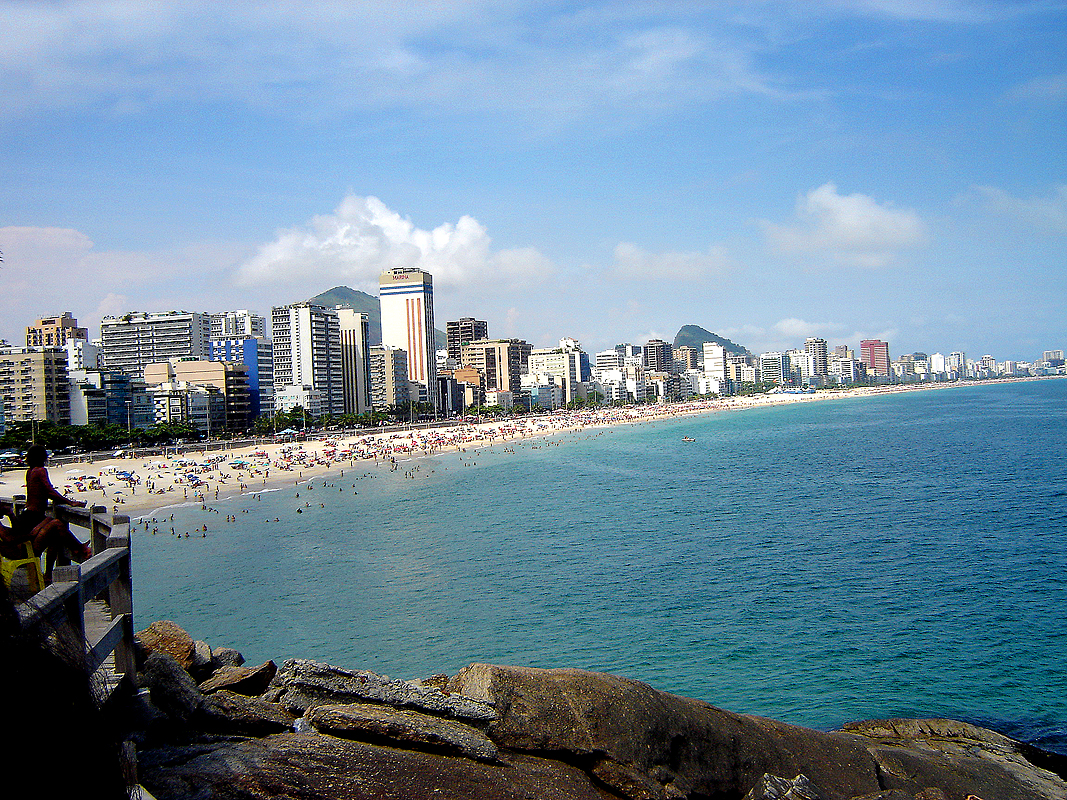
Vista de Leblon i Ipanema.

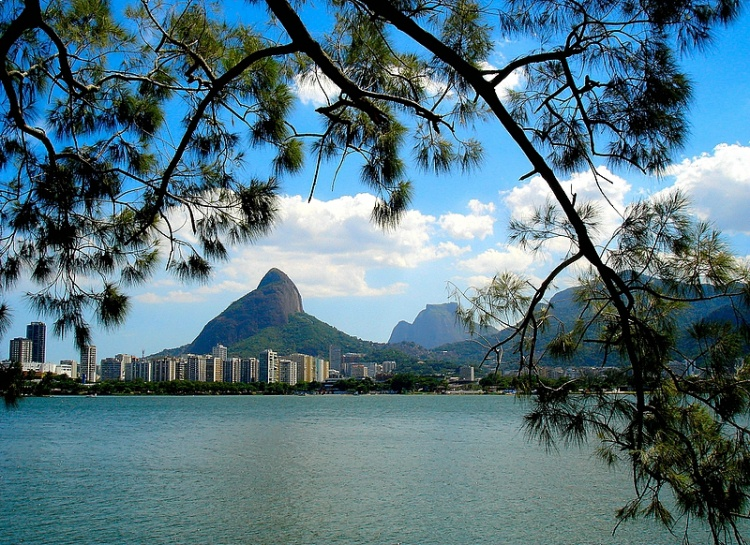
Llacuna Rodrigo de Freitas.

Segons dades de l'IBGE de 2008, hi ha 11.835.000 de persones residint a l'àrea metropolitana de Rio de Janeiro. La densitat de població és de 4.781 hab./km².
Diferents grups ètnics han conformat la població de Rio de Janeiro. Abans de la colonització europea, hi havia almenys set pobles indígenes que parlaven 20 idiomes a la regió. Els primers colonitzadors europeus foren els portuguesos i els francesos. Els indígenes s'uniren a portuguesos i francesos, però els que s'uniren als francesos foren exterminats pels portuguesos. La resta d'indígenes foren assimilats.
La comunitat portuguesa deixà un fort llegat des del segle xvi. Rio fou la porta d'entrada de milers de portuguesos immigrants, sobretot a les primeres dècades del segle xx. Normalment es tractava d'immigrants pobres que assoliren prosperitat a la ciutat.
La comunitat afro-brasilera entrà a la ciutat comprada com esclaus i tingué un fort impacte a la composició de la població de la ciutat. Avui dia prop de la meitat de la població és negra o parcialment negra. Els principals punts d'origen d'aquests esclaus foren Angola o Moçambic. El carnaval de Rio i la samba són probablement la influència més remarcable de la població negra.
A més d'aquests dos grups principals, la ciutat de Rio rebé diversitat d'immigrants d'arreu del món durant el final del segle xix i el començament del segle xx. Els principals foren jueus, libanesos i sirians, italians, espanyols, alemanys i gent de la resta d'estats del Brasil.

### Composició ètnica
| Color/Raça           | Percentatge | Població  |
| -------------------- | ----------- | --------- |
| Blancs               | 53,4%       | 6.319.890 |
| Mulats               | 33,5%       | 3.964.725 |
| Negres               | 12,6%       | 1.491.210 |
| Asiàtics o Indígenes | 0,5%        | 59.175    |

### Creixement de la població
Font: PlanetBarsa Ltda. 

## Economia
La composició econòmica de Rio de Janeiro, és 65,28% als serveis, 23,19% impostos i 11,5% Indústria.
La desigualtat social a la ciutat és gran, amb alts índexs de criminalitat. Els barris de luxe i les favelas creixen un al costat de l'altre, el que causa inseguretat ciutadana pels crims comesos: arrastão, assalt amb armes de foc, segrest, narcotràfic o homicidi.

## Turisme
Rio de Janeiro és una de les destinacions turístiques més importants del Brasil. D'entre les principals atraccions turístiques destaquen les següents:
- La Ciutat de la Samba (Cidade do Samba) és la darrera atracció turística de la ciutat ocupant una àrea de 114.000 metres quadrats, construïda al districte del port, a la zona centre. L'elecció d'aquest lloc radica en el fet que es considera aquest lloc on la samba carioca nasqué. El triangle que inclou els barris de Saúde, Santo Cristo i Gamboa té una gran concentració de cultura popular de la ciutat, enllaçada amb el Carnaval carioca. El disseny de la Ciutat de la Samba forma una figura geomètrica, amb edificis envoltant la plaça principal.

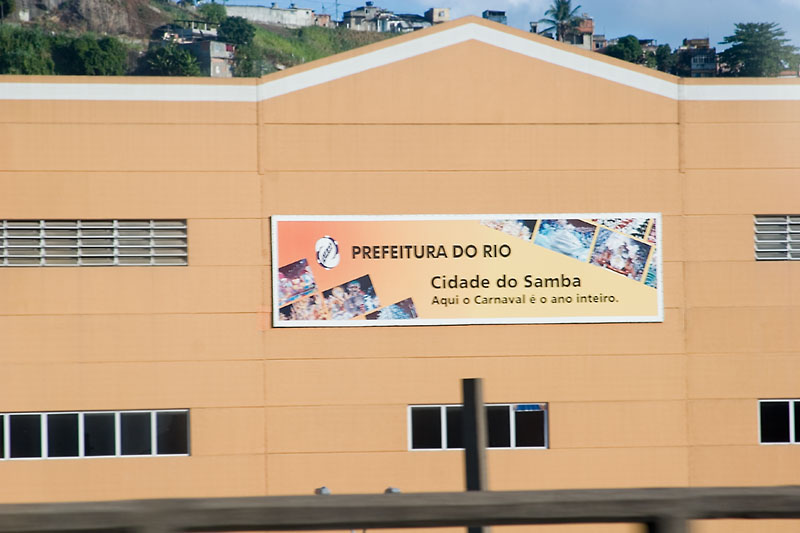
Ciutat de la Samba.

- El Crist Redemptor (en portuguès O Cristo Redentor) és un símbol de la ciutat de Rio de Janeiro i una de les set noves meravelles del món. L'estàtua amida 39,6 metres i pesa al voltant de 700 tones. Està situada al cim del Mont Corcovado, de 700 metres, amb unes vistes privilegiades de la ciutat. Va ser inaugurada el 12 d'octubre de 1931, després de 9 anys d'obres. L'any 2003 es va inaugurar l'accés mecanitzat al cim del munt, amb ascensors panoràmics i escales mecàniques, que eviten la pujada dels 220 esglaons de l'escala que portaven al peu de l'estàtua.
- La Muntanya del Pa de Sucre és una de les grans icones de la ciutat. La idea d'unir la ciutat amb el cim del munt mitjançant un telefèric fou idea de l'enginyer brasiler Augusto Ferreira Ramos i fou inaugurat el 27 d'octubre de 1912. Fou el primer instal·lat al Brasil i el tercer del món. Des de la seva inauguració fins al seu 90è aniversari l'any 2002 va transportar 31 milions de turistes. Desembre, gener, febrer i juliol són els tres mesos de més afluència de gent, al voltant de les 3.000 persones diàries. Mai ha patit un accident amb morts. El trajecte inclou tres parades, Praia Vermelha, Morro da Urca i Pão de Açucar. El Morro da Urca amida uns 220 metres i el Pão de Açucar 396.

El Pa de Sucre està envoltat de vegetació típicament tropical, amb vestigis de l'antic bosc atlàntic (Mata Atlântica), amb espècies que han desaparegut en altres zones de la costa brasilera. També té rares espècies vegetals com l'orquídia "laelia lobata", que només es pot trobar a dos punts del planeta, al Pão de Açucar i a la Pedra da Gávea, ambdues a la ciutat de Rio.

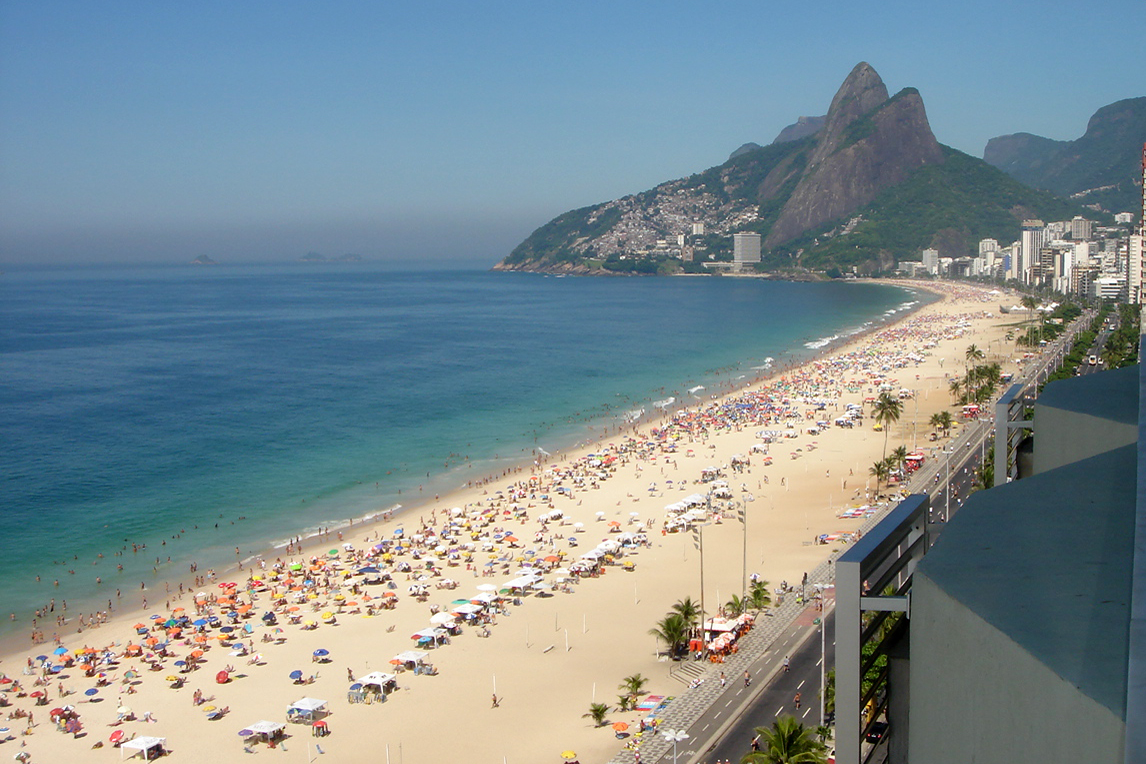
Barri d'Ipanema.

- Ipanema. Per molt irresistible que fos la musa que inspirà la cançó "Garota de Ipanema", que immortalitzà aquest barri de Rio de Janeiro, no hi ha cap dubte que barri en si mateix és un dels punts de reunió més importants de la ciutat. És un barri sofisticat, amb una abundant vida nocturna, amb una atractiva platja, així com bars i botigues. Durant el dia el major atractiu és la platja, que a més dels banyistes, atrau nombrosos esportistes que practiquen exercici o munten amb bicicleta. Ipanema reflecteix molt fidedignament l'esperit de vida de la gent de Rio.

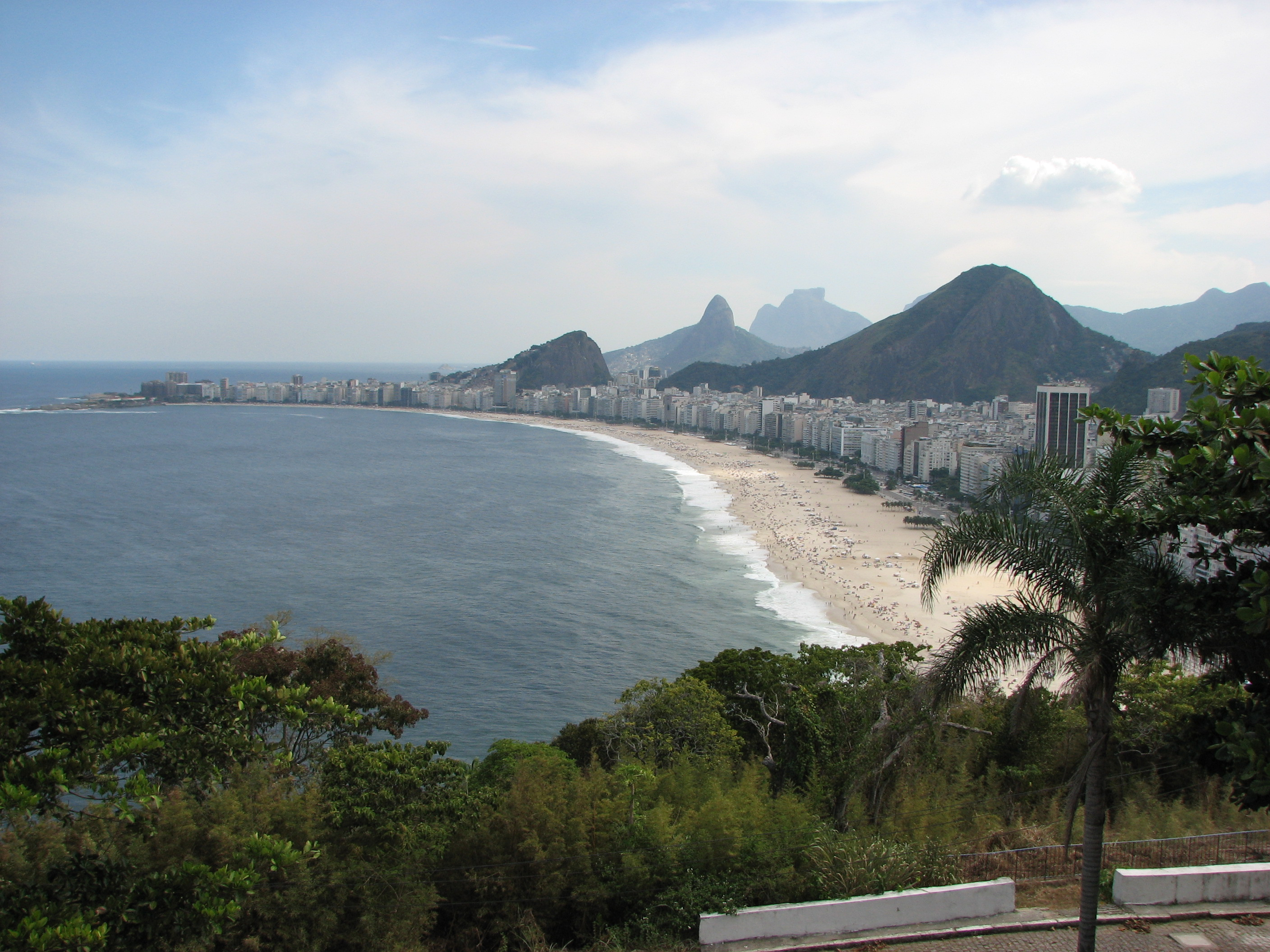
Barri de Copacabana.

- Copacabana. És un dels barris més fascinants de la ciutat. És un centre d'activitat tant nocturn com diürn. El centre de la seva activitat és la platja. En realitat està format per dues zones de platja, la de Leme (d'un quilòmetre) i la de Copacabana (de tres quilòmetres). Aquesta és moderna amb tot d'infraestructures com, zones per a l'activitat física, camins per a bicicletes, punts de salvavides, dutxes públiques, banys, hotels, bars i restaurants a l'aire lliure. El Fort de Copacabana, construït el 1914 per defensar la badia de Guanabara, ofereix als visitants tot un reguitzell d'atraccions, a més del Museu Històric de l'Exèrcit. Un altre edifici emblemàtic és l'hotel Copacabana Palace, inaugurat l'any 1923 i que es convertí en un símbol de Rio.
- Santa Teresa. El barri de Santa Teresa, amb els seus carrerons estrets i pavimentats, i amb les seves vistes de la badia, és un dels més pintorescos de Rio. Al barri s'hi pot accedir mitjançant el bondinho, un tramvia construït el 1896.
- El Sambòdrom Marquês de Sapucaí (Passarela Professor Darcy Ribeiro), amb les seves graderies de formigó, va ser construït el 1984 per acollir el prestigiós carnaval de Rio, que anteriorment utilitzava els carrers de la ciutat, generalment l'avinguda Presidente Vargas. Dissenyada per l'arquitecte Oscar Niemeyer a l'avinguda Marquês de Sapucaí, normalment oberta a la circulació, es transforma durant aquests dies en una passarel·la de samba per on desfilen les més prestigioses escoles de samba de la ciutat.[15]
- El Parc Nacional da Tijuca (Parque Nacional da Tijuca).
- El Jardí Botànic (O Jardim botânico). Vegeu l'apartat Parcs i espais públics.

## Cultura

### Música

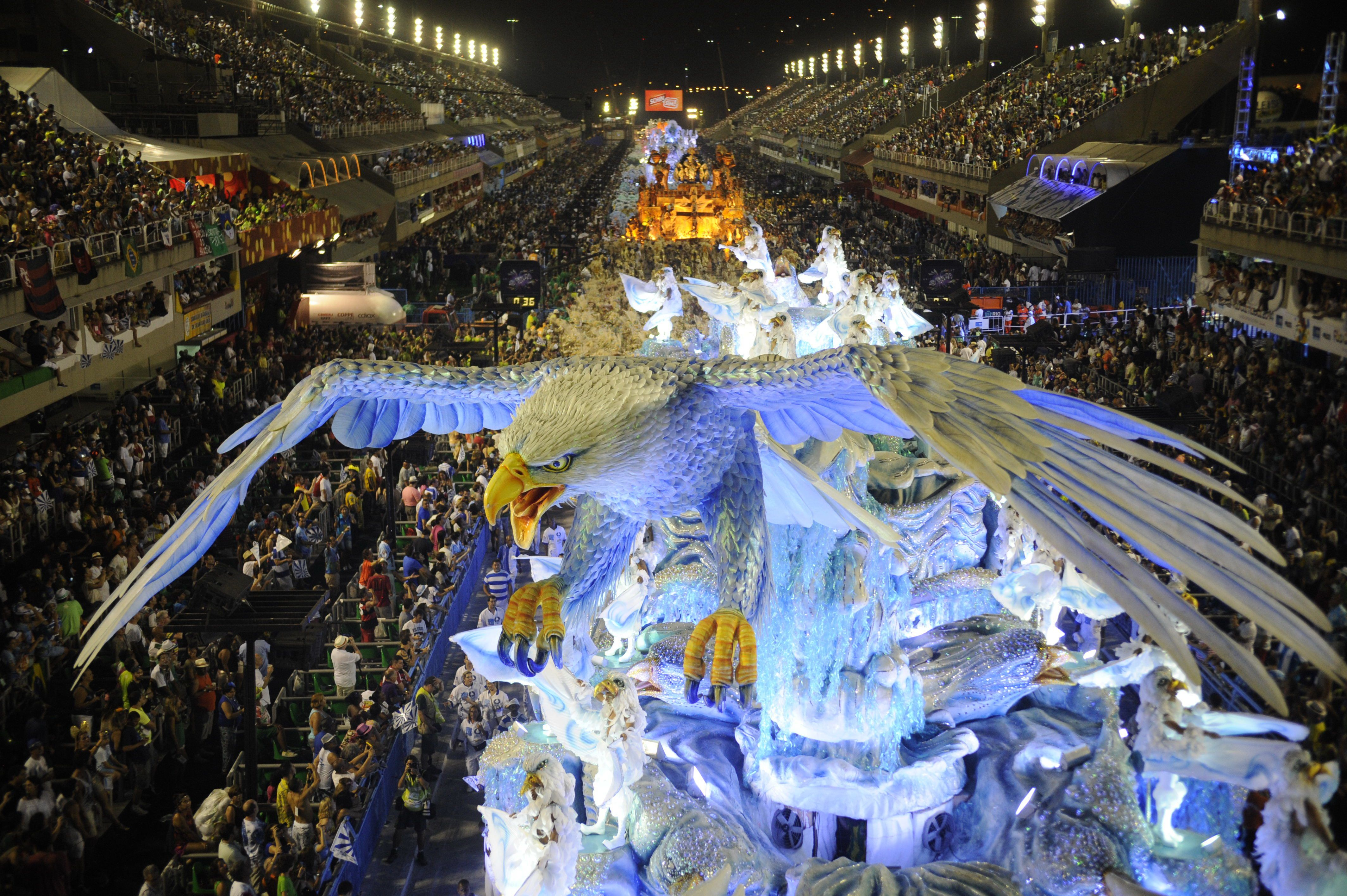
Passarel·la Darcy Ribeiro

La cançó oficial de Rio de Janeiro és Cidade Maravilhosa, en català ciutat meravellosa. És considerada un himne cívic de la ciutat i una de les cançons favorites durant el carnaval de Rio de Janeiro al febrer. Rio també s'ha fet mundialment conegut per la cançó Garota de Ipanema (La noia d'Ipanema), composta per Antonio Carlos Jobim i interpretada per quantitat de reconeguts cantants internacionals com Vinicius de Moraes, Astrud Gilberto, João Gilberto, Frank Sinatra, o Ella Fitzgerald. Aquesta és la cançó emblemàtica de l'estil musical anomenat bossa nova, un gènere nascut a Rio.

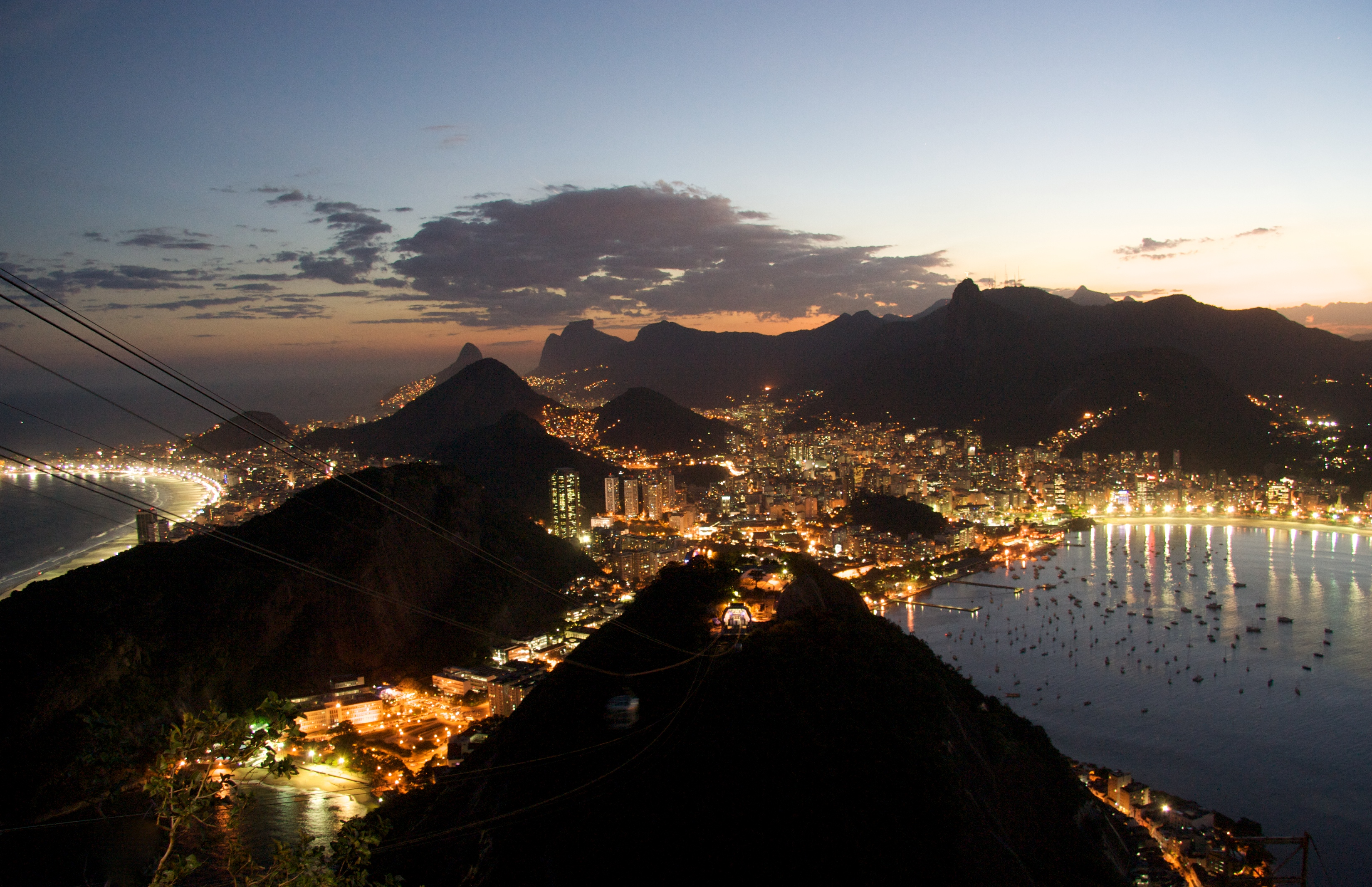
Rio de Janeiro de nit

Rio ha tingut un fort paper en els diferents corrents musicals del país. A més de la bossa nova, a la ciutat es creà el Funk Carioca. Aquest nasqué als 70 en referència a la música pop negra dels Estats Units, com ara James Brown, i evolucionà als anys 90 per descriure un ampli ventall de música electrònica, associada als diversos corrents de la música negra americana que inclou estils com el hip-hop, el soul modern i la música house.
També la samba, una de les músiques unificadores nacionals, té fort impacte a la ciutat. Recentment Rio ha esdevingut un important centre de reviscolament de la samba tradicional, especialment al voltant de Lapa, el vell barri bohemi. Aquest ha estat associat amb el reviscolament de la música Choro, una forma tradicional de música principalment instrumental.
Una personalitat musical a destacar que ha passat per Rio i que ha aportat el seu granet de sorra a la música clàssica és Josefina Robledo Gallego: una guitarrista i professora valenciana que va passar part de la seva joventut a Rio i São Paulo, i que es va convertir en la principal divulgadora de l'escola Tàrrega al Brasil.
La ciutat és la seu de l'Orquestra Simfònica Brasilera, la més important del país.

### Carnaval

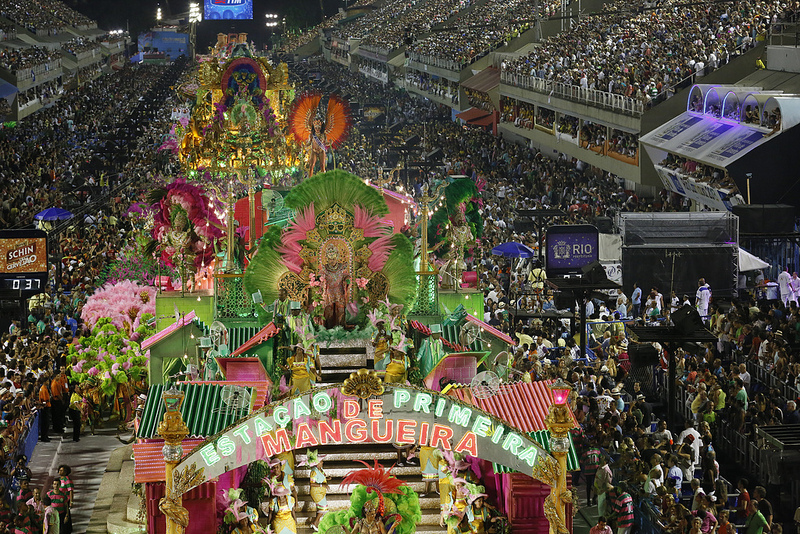
Carnaval de 2013.

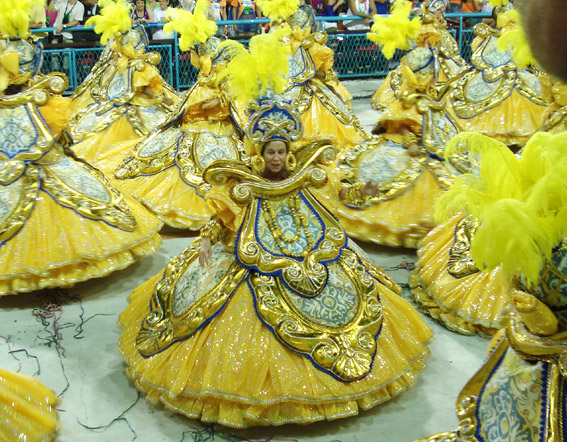
Carnaval de 2008.

El carnaval de Rio de Janeiro se celebra anualment 40 dies abans de la Pasqua i enceta l'inici de la quaresma. És un dels carnavals més visitats i coneguts del món. La ciutat al complet es transforma durant una setmana de febrer. Les reserves a la ciutat s'han de fer amb molta anticipació i els preus dels hotels acostumen a assolir els seus màxims anuals. Rio és famós per les seves escoles de samba (Escolas de Samba) que desfilen davant dels espectadors al Sambòdrom Marquès de Sapucaí, així com els populars blocos de carnaval, que desfilen a quasi cada cantonada de la ciutat. Els blocos més famosos són:
- Cordão do Bola Preta: Desfila al centre de la ciutat. És un dels més tradicionals. L'any 2008 fou vist per 500.000 persones en un dia.[19]
- Suvaco do Cristo: Desfila al Jardí Botànic, just sota el Crist Redemptor.
- Bloco das Carmelitas: Desfila a Santa Teresa.
- Simpatia é Quase Amor: Desfila a Ipanema.
- Banda de Ipanema: La més tradicional d'Ipanema.

El primer carnaval data de l'any 1840.

## Esports
L'esport més popular de la ciutat és el futbol. A Rio de Janeiro hi ha cinc dels clubs brasilers més destacats, aquests són: América Football Club, Botafogo de Futebol e Regatas, Fluminense Football Club, Club de Regatas Vasco da Gama i Clube de Regatas Flamengo, el darrer dels quals és el club amb més seguidors del país segons diversos estudis.
El Circuit de Jacarepaguà (Autódromo Internacional Nelson Piquet) ha estat seu del Gran Premi del Brasil de Fórmula 1 deu cops entre 1978 i 1989. També ha estat seu del Gran Premi del Brasil de motociclisme nou cops entre 1995 i 2004. També acollí proves de la Champ Car entre 1996 i 1999.
El juliol del 2007, fou la seu dels XV Jocs Panamericans.

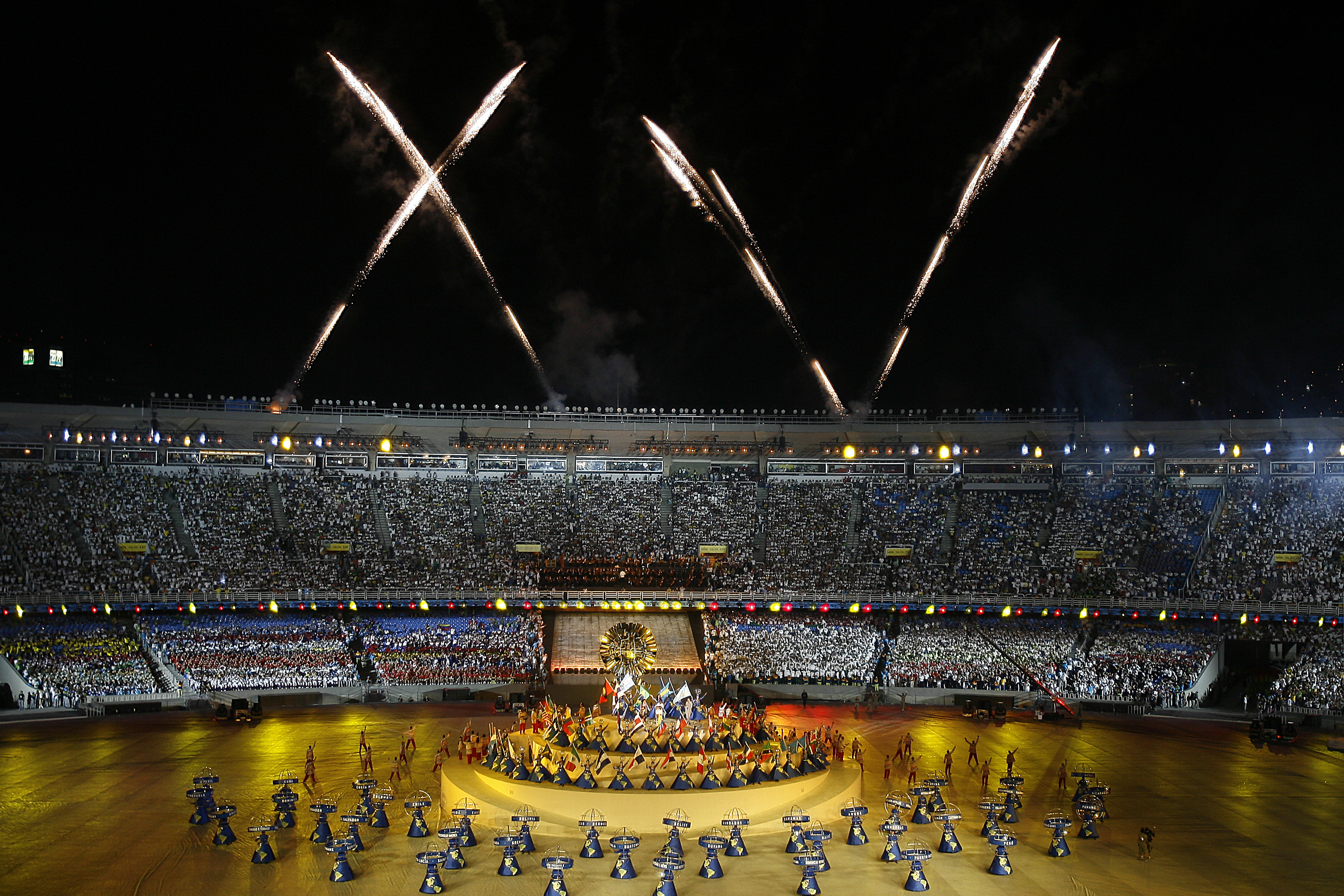
Cerimònia d'obertura dels Jocs Panamericans de 2007

El Brasil fou escollida organitzadora de la Copa del Món de Futbol 2014 i Rio va ser una de les seus. El seu major estadi, Maracanã, ja fou escollit per ser seu de la final de la Copa del Món de Futbol de 1950. L'any 2007 s'inaugurà l'Estadi Olímpic João Havelange (Engenhão) amb capacitat per a 45 000 espectadors.

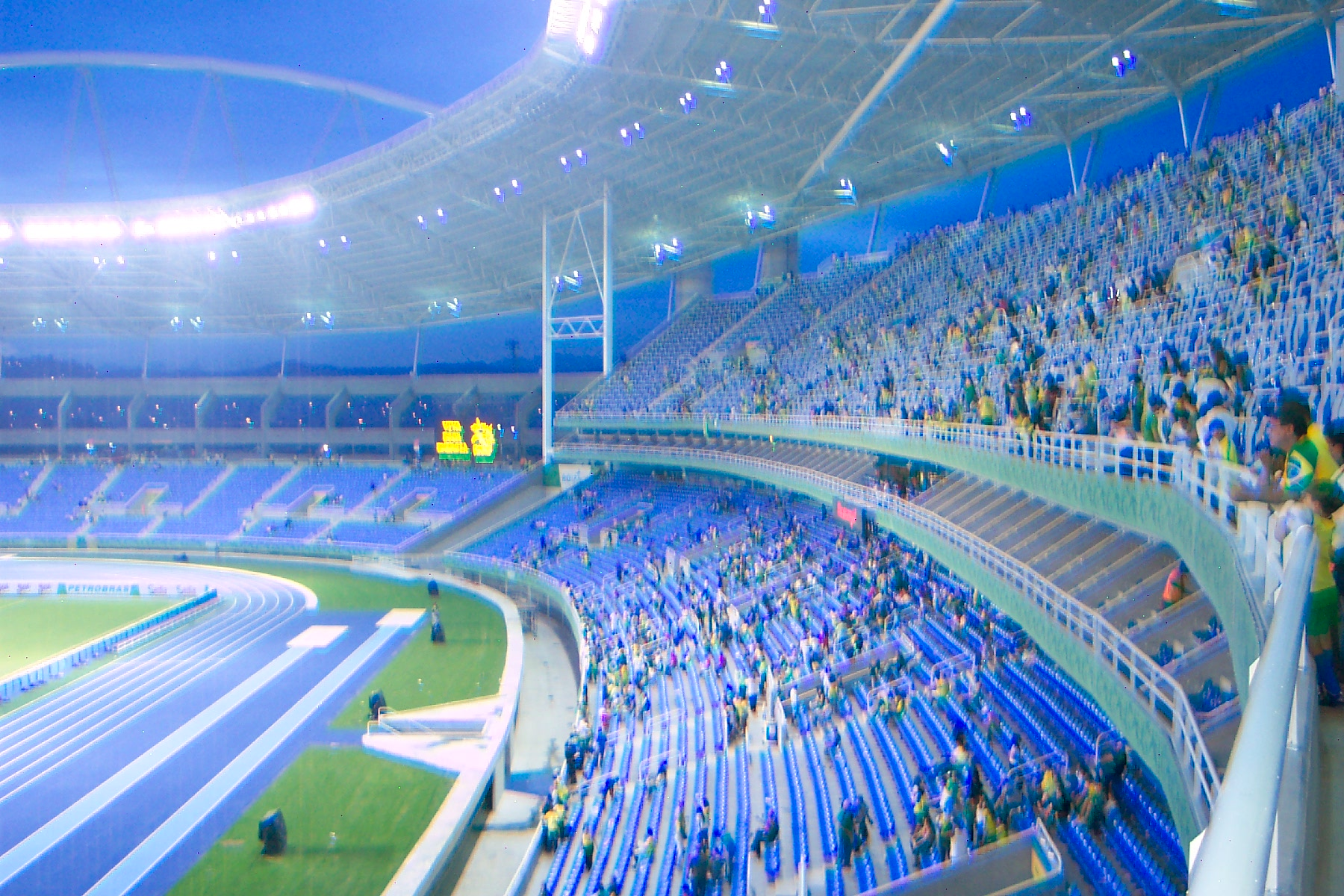
Estadi João Havelange

Rio de Janeiro també té pavellons esportius com l'HSBC Arena o el Maracanãzinho.
Altres esports amb força seguiment són el voleibol platja, el surf, el futbol platja, la vela esportiva o el rem. La capoeira, una barreja de dansa i art marcial és també molt popular.

### Jocs Olímpics d'Estiu de 2016

Logotip del Jocs Olímpics Rio'2016

Rio de Janeiro demanà ser seu dels Jocs Olímpics els anys 2004 i 2012
El setembre de 2006 s'anuncià la seva candidatura pels Jocs Olímpics d'Estiu de 2016. El juny de 2008, el Comitè Olímpic Internacional anuncià que era una de les quatre finalistes junt amb Madrid, Tòquio i Chicago, convertint-se per primer cop en ciutat seleccionada per procés final de votacions.
El 2 d'octubre de 2009, fou escollida entre els 115 membres del COI com a la ciutat seu dels Jocs Olímpics d'Estiu de 2016 (primers a America del Sud) en reunió celebrada a Copenhaguen, Dinamarca.
| Ciutat         | CON          | 1a ronda | 2a ronda | 3a ronda |
| Rio de Janeiro | Brasil       | 26       | 46       | 66       |
| Madrid         | Espanya      | 28       | 29       | 32       |
| Tòquio         | Japó         | 22       | 20       | —        |
| Chicago        | Estats Units | 18       | —        | —        |

## Persones il·lustres

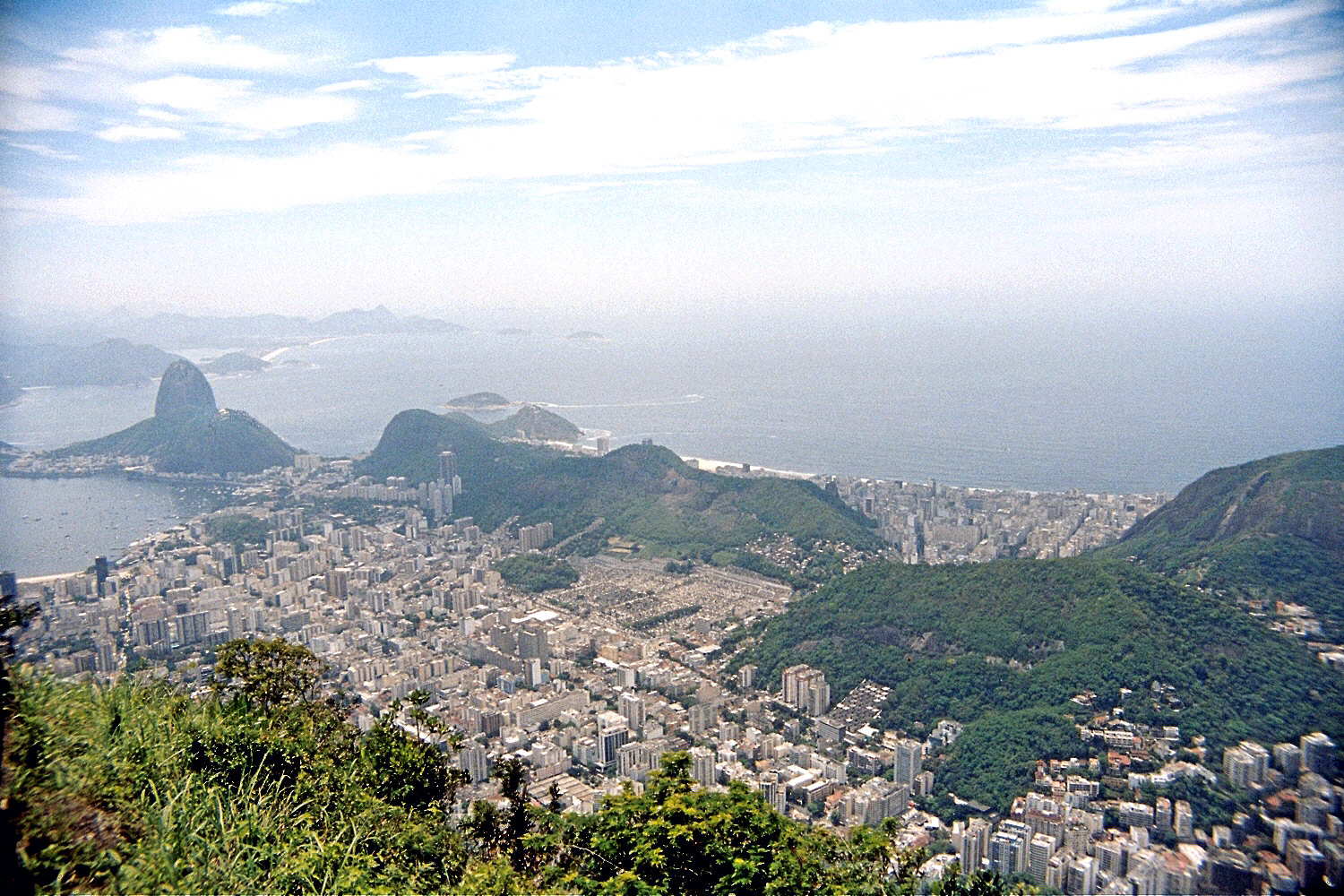
Vista aèria de Rio

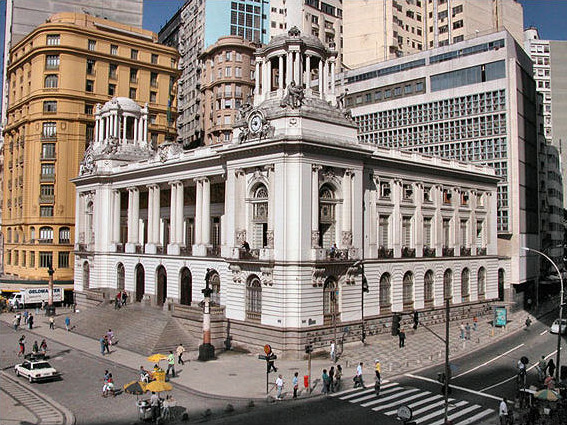
Palau Pedro Ernesto

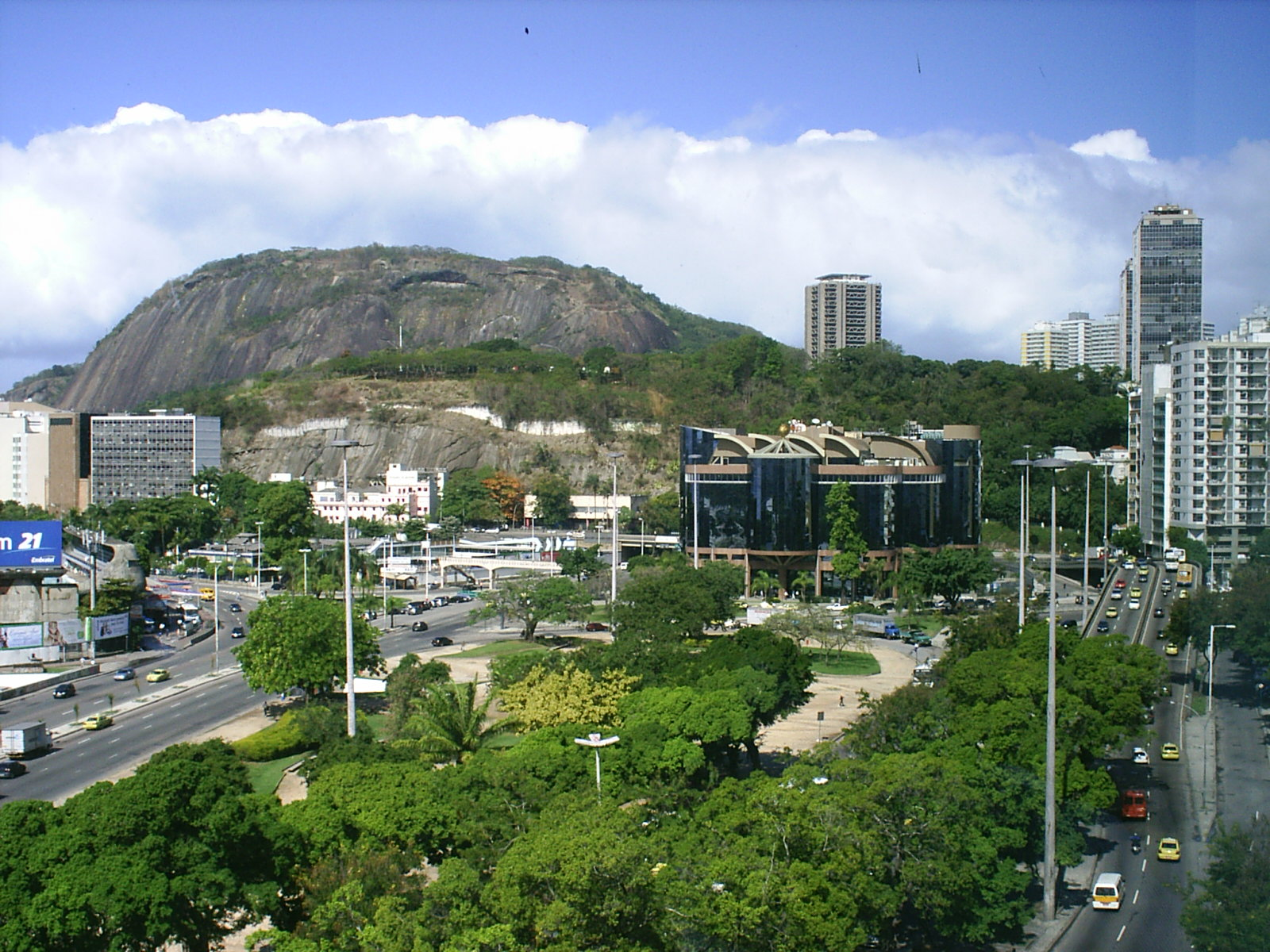
Barri de Botafogo

Els residents de Rio de Janeiro són coneguts com a cariocas. Alguns carioques destacats són:
| - Adolfo Lutz, físic i científic - Adriano, futbolista - Augusto Pestana, enginyer i polític - Bernardino Machado, president de Portugal - Bernardo Rocha de Rezende, jugador de voleibol - Bruno Barreto, director de cinema - Bruno Campos, actor - Carlos Agustín Palmer pianista i compositor - Carlos Alberto Torres, futbolista - Carlos Chagas Filho, físic i científic - Carlos Lacerda, polític, governador de Rio - Carlos Tufvesson, dissenyador de moda i activista - Carolina Solberg, jugadora de voleibol - Cartola, compositor, instrumentista i cantant - Cazuza, compositor, poeta i cantant - Chico Buarque, compositor, cantant i escriptor - Cildo Meireles, artista - Fernanda Montenegro, actriu - Fernando Henrique Cardoso, sociòleg, president del Brasil - Garrincha, futbolista - Hélio Oiticica, artista plàstic - Heitor Villa-Lobos, compositor clàssic i regent - Ivan Lins, músic, compositor i cantant - Jaguar, dibuixant - Jô Soares, presentador i escriptor - João Figueiredo, militar i polític - Jorge Ben Jor, cantant i compositor - José Padilha, director de cinema - Leny Andrade, cantant | - Machado de Assis, escriptor - Maria II, reina de Portugal - Marisa Monte, cantant i compositora - Millôr Fernandes, dibuixant - Milton Nascimento, cantant i compositor - Nathalia Dill, actriu - Nélson Cavaquinho, compositor i cantant - Nelson Piquet, pilot - Nise Obino, pianista i pedagoga musical. - Noel Rosa, compositor i cantant - Oscar Niemeyer, arquitecte - Òscar Lorenzo Fernández, compositor, - Paulinho da Viola, compositor, músic i cantant - Paulo Coelho, escriptor - Pedro II, Emperador del Brasil - Pixinguinha, compositor, intèrpret - Rose Marie Muraro, feminista. - Roberto Marinho, president i fundador d'O Globo - Romário, futbolista - Ronaldo, futbolista - Sagramor de Scuvero Brandão, locutora de radio i actriu - Sérgio Vieira de Mello, diplomàtic - Sílvio Santos, propietari de la televisió SBT - Sílvio Caldas, compositor i cantant - Tim Maia, compositor i cantant - Tom Jobim, compositor i músic - Vinícius de Moraes, escriptor, poeta, músic i diplomàtic - Walter Salles, director de cinema - Zico, futbolista i entrenador - Enrique Oswaldo, compositor musical |

## Ciutats agermanades

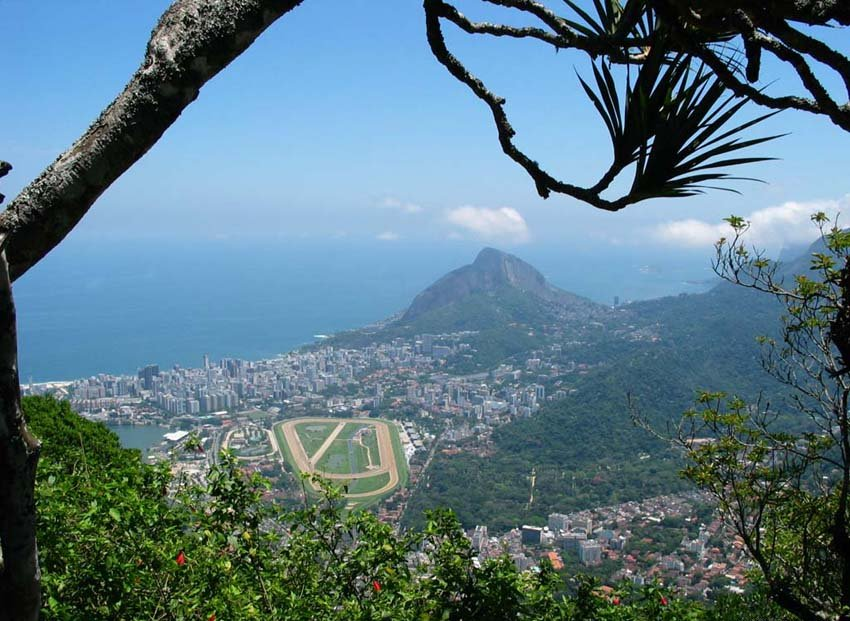
Rio de Janeiro.

- Barcelona
- Atlanta
- Istanbul
- Niterói
- Cabo Frio
- Teresópolis